# Dipseudopsis cubitalis
Dipseudopsis cubitalis is een schietmot uit de familie Dipseudopsidae. De soort komt voor in het Afrotropisch gebied.